# Mircea Eliade
Mircea Eliade (Bucarest, Rumania, 9 de marzo de 1907-Chicago, Estados Unidos, 22 de abril de 1986) fue un filósofo, historiador de las religiones y novelista rumano, así como profesor de la Universidad de Chicago. Fue un destacado intérprete de la experiencia religiosa, y estableció paradigmas en los estudios religiosos que persisten hasta nuestros días. Su teoría respecto a que las hierofanías forman la base de la religión, dividiendo la experiencia humana de la realidad en espacios y tiempos sagrados y profanos, ha sido muy influyente. Una de sus contribuciones más instrumentales a los estudios religiosos fue su teoría del eterno retorno, que sostiene que los mitos y rituales no solo conmemoran hierofanías, sino que, al menos en las mentes de los creyentes, participan en ellas.
Sus obras literarias pertenecen a los géneros fantástico y autobiográfico. Las más conocidas son las novelas Maitreyi (La noche de Bengala), Noaptea de Sânziene (El bosque prohibido), Isabel și apele diavolului (Isabel y las aguas del diablo) y Romanul adolescentului miop (Novela del adolescente miope); las novelas cortas Domnișoara Christina (Señorita Cristina) y Tinerețe fără tinerețe (Juventud sin juventud); y los cuentos Secretul doctorului Honigberger (El secreto del Dr. Honigberger) y La țigănci (Con las gitanas).
Al principio de su vida adulta, Eliade fue periodista y ensayista, discípulo del filósofo y periodista rumano de extrema derecha Nae Ionescu, y miembro de la sociedad literaria Criterion. En la década de 1940, trabajó como agregado cultural en el Reino Unido y Portugal. Varias veces durante finales de la década de 1930, Eliade expresó públicamente su apoyo a la Guardia de Hierro, una organización política fascista y antisemita. Su participación política en ese momento, así como sus otras conexiones con la extrema derecha, fueron criticadas con frecuencia después de la Segunda Guerra Mundial (incluso por él mismo).
Célebre por su vasta erudición, Eliade dominaba con fluidez cinco idiomas (rumano, francés, alemán, italiano e inglés) y podía leer también otros tres (hebreo, persa y sánscrito). Fue elegido miembro póstumo de la Academia Rumana. La mayor parte de su obra la escribió en rumano, francés e inglés. Formó parte del Círculo Eranos.

## Biografía
Nacido el 9 de marzo de 1907 en Bucarest, estudió el bachillerato y posteriormente Filosofía en dicha ciudad, licenciándose con un estudio sobre la filosofía en el Renacimiento italiano, para lo que viajó a Italia y entró en contacto con Giuseppe Tucci (experiencias que recogió en las novelas autobiográficas Novela del adolescente miope y Gaudeamus); Tucci le puso en contacto con el que sería su gran mentor, Surendranath Dasgupta; se trasladó a la India y estudió la lengua, el pensamiento y la tradición religiosa del hinduismo.
De 1932 a 1940 enseñó en Bucarest. Su novela Maytreya (1936), en la que relataba su desastrosa historia con la hija de Dasgupta, le dio a conocer como un joven valor literario rumano. En 1940 se le nombró agregado cultural de la embajada de Rumania en Londres y posteriormente en 1941 en Lisboa.
En 1945, al terminar la Segunda Guerra Mundial, viajó a París, donde llegó a ser profesor visitante de la École Pratique des Hautes Études en la Sorbona hasta 1957, año en que se le nombró catedrático de historia de las religiones en la Universidad de Chicago, donde enseñó hasta su muerte, acaecida en el año 1986.

## Pensamiento
Se considera a Mircea Eliade uno de los fundadores del estudio de la historia moderna de las religiones. Erudito estudioso de los mitos, Eliade elaboró una visión comparativa de las religiones, hallando relaciones de proximidad entre diferentes culturas y momentos históricos. En el centro mismo de la experiencia religiosa, Eliade situó a lo sagrado, como la experiencia primordial del homo religiosus.
Su formación como historiador y filósofo lo llevó a profundizar en mitos, sueños y visiones, escribiendo sobre el misticismo y el éxtasis. En la India, estudió el yoga y leyó directamente en sánscrito textos clásicos del hinduismo que no habían sido traducidos a lenguas occidentales.
Prolífico escritor, su capacidad de síntesis es notable. De sus escritos suele resaltarse el concepto de hierofanía, con el cual Eliade define la manifestación de lo trascendente en un objeto o fenómeno de nuestro cosmos habitual.
Hacia finales del siglo XX, los textos de Eliade alimentan intensamente la visión gnoseológica de nuevos movimientos religiosos, surgidos con la contracultura de los años sesenta.
En la década de 1980 fue duramente criticado por sus vínculos con la Guardia de Hierro, su antisemitismo de juventud (se puede apreciar en sus novelas iniciales y en sus diarios) y sus posturas de ultraderecha, propias de la Rumanía de 1920-1939. Eliade nunca se arrepintió públicamente de este antijudaísmo, cosa que sí hicieron Emile Cioran o Eugene Ionesco. Sin embargo, en Chicago tuvo muchos alumnos universitarios de origen judío, que lo defendieron de estas acusaciones. Eliade sabía hebreo, colaboró con el especialista en la cábala Gershom Scholem y tuvo entre sus mejores amigos a Mihail Sebastian, judío.

## Obra
Su obra, generalmente, se basó en algunas categorías nodales: modelos cosmogónicos del mundo, abolición de la historia por la interpretación de mitos y leyendas primitivas y el uso de la religión como explicación de hierofanías (manifestaciones de lo sagrado en el mundo). Siempre, sin embargo, estuvo cruzada por el accionar político del autor diferenciando un abanico de lecturas en torno a su producción.
Las obras más importantes de Eliade, escritas en francés o inglés, incluyen El mito del eterno retorno (1949), Tratado de historia de las religiones (1949), Lo sagrado y lo profano: naturaleza de la religión (1956) y los tres volúmenes de Historia de las creencias y las ideas religiosas (1985). Publicó además una autobiografía y varios volúmenes con sus diarios, entre ellos el Diario portugués (publicado póstumamente en España en 2001), en que el autor nos descubre los avatares de su vida entre 1941 y 1945.
La vasta obra de Eliade comprende varias categorías: científica, literaria, ensayos, diarios, autobiografías y artículos periodísticos. Se puede comprender su obra científica a través de estas áreas, ideas religiosas o estos conceptos filosóficos: homo religiosus, sagrado, hierofanía, alquimia, chamanismo, yoga, símbolo, mito como una historia sagrada, el cristianismo cósmico y el tiempo sagrado.
Se puede comprender su obra literaria sobre todo a través de la novela La noche de San Juan, traducida en español por Joaquín Garrigós y premiada por la Unión de Escritores de Rumania como la mejor traducción del mundo de un escritor rumano en un idioma extranjero.

### Naturaleza general de la religión
En su trabajo sobre la historia de la religión, Eliade es célebre por sus escritos sobre alquimia, chamanismo, yoga y lo que llamó el eterno retorno: la creencia implícita, supuestamente presente en el pensamiento religioso en general, de que el comportamiento religioso es no sólo una imitación de eventos sagrados, sino también una participación en ellos, y de tal manera restaura el tiempo mítico de los orígenes. El pensamiento de Eliade a este respecto fue influenciado en parte por Rudolf Otto, Gerardus van der Leeuw, Nae Ionescu y los escritos de la Escuela Tradicionalista (René Guénon y Julius Evola). Por ejemplo, Lo sagrado y lo profano de Eliade se basa parcialmente en La idea de lo santo de Otto para mostrar cómo la religión surge de la experiencia de lo sagrado y de los mitos del tiempo y la naturaleza.
Eliade es conocido por su intento de encontrar paralelismos y unidades transculturales amplias en la religión, particularmente en los mitos. Wendy Doniger, colega de Eliade desde 1978 hasta su muerte, ha observado que «Eliade argumentó audazmente a favor de universales cuando podía haber defendido con más seguridad patrones ampliamente prevalentes». Su Tratado sobre la historia de las religiones fue elogiado por el filólogo francés Georges Dumézil por su coherencia y capacidad para sintetizar mitologías diversas y distintas.
Robert Ellwood describe el enfoque de Eliade hacia la religión de la siguiente manera. Eliade se acerca a la religión imaginando una persona idealmente «religiosa», a la que llama homo religiosus en sus escritos. Las teorías de Eliade describen básicamente cómo este homo religiosus vería el mundo. Esto no significa que todos los practicantes religiosos realmente piensen y actúen como homo religiosus. En cambio, significa que el comportamiento religioso «dice a través de su propio lenguaje» que el mundo es como lo vería el homo religiosus, ya sea que los participantes en el comportamiento religioso en la vida real sean conscientes de ello o no. Sin embargo, Ellwood escribe que Eliade «tiende a pasar por alto esta última característica», lo que implica que las sociedades tradicionales en realidad pensaban como el homo religiosus.

#### Lo sagrado y lo profano

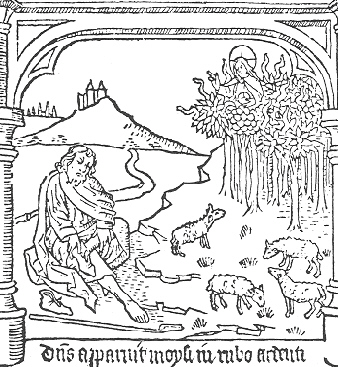
Moisés quitándose los zapatos frente a la zarza ardiente (ilustración de una edición del del Speculum Humanae Salvationis).

Eliade afirmó que «Yahvé es a la vez bondadoso e iracundo; el Dios de los místicos y teólogos cristianos es terrible y gentil a la vez». También pensaba que los místicos indios y chinos intentaban alcanzar «un estado de perfecta indiferencia y neutralidad» que resultaba en una coincidencia de opuestos en los que «placer y dolor, deseo y repulsión, frío y calor [...] son eliminados de su conciencia».
La perspectiva de Eliade sobre la religión se centra en su concepto de hierofanía (manifestación de lo Sagrado), un concepto que incluye, pero no se limita a, el concepto más antiguo y restrictivo de teofanía (manifestación de un dios). Desde la perspectiva del pensamiento religioso, afirma Eliade, las hierofanías dan estructura y orientación al mundo, estableciendo un orden sagrado. El espacio «profano» de la experiencia no religiosa sólo puede dividirse geométricamente: no tiene «diferenciación cualitativa y, por lo tanto, ninguna orientación [es] brindada en virtud de su estructura inherente». De esta manera, el espacio profano no le brinda al ser humano ningún patrón para su comportamiento. En contraste con el espacio profano, el sitio de una hierofanía tiene una estructura sagrada a la que el hombre religioso se conforma. Una hierofanía equivale a una «revelación de una realidad absoluta, opuesta a la no-realidad de la vasta extensión circundante». Como ejemplo de un «espacio sagrado» que demanda una cierta respuesta del hombre, Eliade narra la historia de Moisés deteniéndose y quitándose los zapatos ante la manifestación de Yahvé como una zarza ardiente (Éxodo 3: 5).

#### Mitos de origen y tiempo sagrado
Eliade señala que, en las sociedades tradicionales, el mito representa la verdad absoluta acerca del tiempo primordial. Según los mitos, este fue el momento en que apareció por primera vez lo Sagrado, estableciendo la estructura del mundo: los mitos afirman describir los eventos primordiales que hicieron que la sociedad y el mundo natural fueran lo que son. Eliade sostiene que todos los mitos son, en tal sentido, mitos de origen: «el mito, entonces, es siempre un relato de una creación».
Muchas sociedades tradicionales creen que el poder de una cosa yace en su origen. Si origen es equivalente a poder, entonces «es la primera manifestación de una cosa que es significativa y válida» (la realidad y el valor de una cosa, por tanto, se encuentran solo en su primera aparición).
Según la teoría de Eliade, solo lo Sagrado tiene valor, solo la primera aparición de una cosa tiene valor y, por lo tanto, solo la primera aparición de lo Sagrado tiene valor. El mito describe la primera aparición del Sagrado y por tanto, la edad mítica es tiempo sagrado, el único tiempo de valor: «al hombre primitivo sólo le interesaban los comienzos [...] le importaba poco lo que le había pasado a él, o a otros como él, en tiempos más o menos distantes». Eliade postuló a esto como la razón de la «nostalgia por los orígenes» que aparece en muchas religiones, el deseo de volver a un Paraíso primordial.

## Edición en castellano

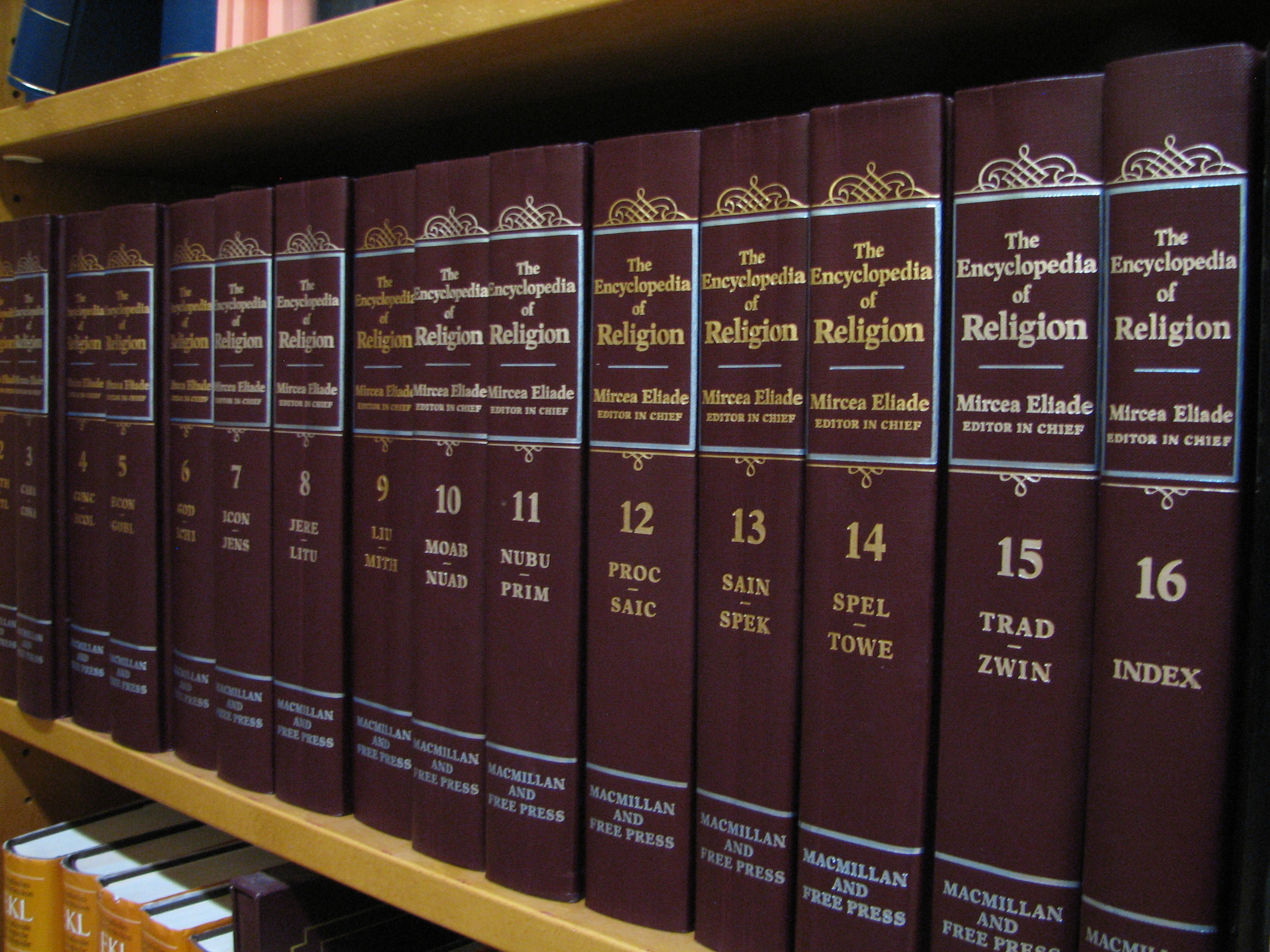
Enciclopedia de la religión, coordinada por Eliade.

Tratadística
- Diccionario de los símbolos, con Ioan Petru Couliano (ed.) {2022, Fragmenta Editorial, ISBN 978-84-17796-71-6}[23][24]
- Oceanografía {2020, Hermida Editores, ISBN 9788417902254}
- Historia de las creencias y las ideas religiosas:
  - Volumen I: De la edad de piedra a los misterios de Eleusis {2019, Ediciones Paidós, ISBN 978-84-493-3598-3}
  - Volumen II: De Gautama Buda al triunfo del cristianismo {2019, Ediciones Paidós, ISBN 978-84-493-3599-0}
  - Volumen III: De Mahoma a la era de las Reformas {2019, Ediciones Paidós, ISBN 978-84-493-3612-6}
  - Volumen IV: Desde la época de los descubrimientos hasta nuestros días {2020, Herder Editorial, ISBN 9788425443473}
- Lo sagrado y lo profano {2014, Ediciones Paidós, ISBN 978-84-493-2983-8}
- Una nueva filosofía de la luna {2010, Editorial Trotta, ISBN 978-84-9879-155-6}
- Metodología de la historia de las religiones {2010, Ediciones Paidós, ISBN 978-84-493-2353-9}
- El chamanismo y las técnicas arcaicas del éxtasis {2009, Fondo de Cultura Económica, ISBN 978-968-16-1058-6}
- Tratado de historia de las religiones. Morfología y dialéctica de lo sagrado {2009, Ediciones Cristiandad, ISBN 978-84-7057-540-2}
- Bajo el signo de Zalmoxis {2009, Universidad de Zaragoza, ISBN 978-84-92521-58-6}
- Dioses, diosas y mitos de la creación:
  - Volumen I: De los primitivos al zen {2008, Azul Editorial, ISBN 978-84-95488-27-5}
  - Volumen II: El hombre y lo sagrado
  - Volumen III: La muerte, la vida después de la muerte y la escatología
  - Volumen IV: De brujos, adivinos y profetas
- Diccionario de las religiones {2007, Ediciones Paidós, ISBN 978-84-493-2004-0; 1992, rústica ISBN 978-84-7509-778-7, tela ISBN 978-84-7509-779-4}
- La isla de Eutanasius {2005, Editorial Trotta, ISBN 978-84-8164-753-2}
- Fragmentarium {2004, Editorial Trotta, ISBN 978-84-8164-676-4}
- Erotismo místico en la India {2002, Editorial Kairós, ISBN 978-84-7245-533-7}
- El yoga. Inmortalidad y libertad {2001, Fondo de Cultura Económica, ISBN 978-968-16-3529-9}
- Herreros y alquimistas {2001, Alianza Editorial, ISBN 978-84-206-3767-9}
- Mefistófeles y el andrógino {2001, Editorial Kairós, ISBN 978-84-7245-493-4}
- Nacimiento y renacimiento {2001, Editorial Kairós, ISBN 978-84-7245-485-9}
- Mitos, sueños y misterios {2001, Editorial Kairós, ISBN 978-84-7245-487-3}
- Aspectos del mito {2000, Ediciones Paidós, ISBN 978-84-493-0847-5}
- Técnicas del yoga {2000, Editorial Kairós, ISBN 978-84-7245-476-7}
- El vuelo mágico {2000, Ediciones Siruela, ISBN 978-84-7844-293-5}
- El mito del eterno retorno {2000, Alianza Editorial, ISBN 978-84-206-3607-8}
- Imágenes y símbolos {1999, Taurus Ediciones, ISBN 978-84-306-0359-6}
- Mito y realidad {1999, Editorial Kairós, ISBN 978-84-7245-449-1}
- La búsqueda. Historia y sentido de las religiones {1999, Editorial Kairós, ISBN 978-84-7245-432-3}
- Ocultismo, brujería y modas culturales {1997, Ediciones Paidós, ISBN 978-84-493-0400-2}
- La India {1997, Herder Editorial, ISBN 978-84-254-2013-9}
- Cosmología y alquimia babilónicas {1993, Ediciones Paidós, ISBN 978-84-7509-913-2}
- Alquimia asiática {1992, Ediciones Paidós, ISBN 978-84-7509-825-8}
- Patañjali y el yoga {1984, Ediciones Paidós, ISBN 978-84-7509-273-7}

Narrativa
- Maitreyi (La noche bengalí) / Mircea Eliade; Mircea (El amor no muere) / Maitreyi Devi {2022, Editorial Delirio, ISBN 9788415739432}[25]
- La novela del adolescente miope / Gaudeamus {2009, Editorial Impedimenta, ISBN 978-84-937110-7-8}
- El burdel de las gitanas {2000/2003, Ediciones Siruela, Cartoné/ Bolsillo ISBN 978-84-7844-213-3/ ISBN 978-84-7844-682-7}
- Isabel y las aguas del Diablo {2003, Espasa Calpe, ISBN 978-84-670-1283-5}
- Maitreyi, la noche bengalí {2000, Editorial Kairós, ISBN 978-84-7245-479-8}
- Tiempo de un centenario {1999, Editorial Kairós, ISBN 978-84-7245-435-4; 2007, Alianza Editorial ISBN 978-84-206-6122-3}
- Diecinueve rosas {1999, Editorial Kairós, ISBN 978-84-7245-445-3}
- A la sombra de una flor de lis {1999, Fondo de Cultura Económica, ISBN 978-84-375-0486-5}
- Relatos fantásticos {1999, Editorial Kairós, ISBN 978-84-7245-444-6}
- La noche de San Juan {1998, Herder Editorial, ISBN 978-84-254-2043-6}
- Medianoche en Serampor {1997, Editorial Anagrama, ISBN 978-84-339-1492-7}
- Boda en el cielo {1996, Editorial Ronsel, ISBN 978-84-88413-62-8}
- La señorita cristina {1995, Editorial Lumen, ISBN 978-84-264-1225-6}

Escritos autobiográficos
- Las promesas del equinoccio {2018, Editorial Taurus, ISBN 9788430619399}
- Diario (1945-1969) {2001, Editorial Kairós, ISBN 978-84-7245-489-7}
- Diario portugués (1941-1945) {2001, Editorial Kairós, ISBN 978-84-7245-504-7}
- Diario íntimo de la India (1929-1931) {1998, Pre-Textos, ISBN 978-84-8191-202-9}